# Leon Butler
Leon Edward Butler, född 2 december 1892 i Big Rapids, död 15 juni 1973 i Philadelphia, var en amerikansk roddare.
Butler blev olympisk bronsmedaljör i tvåa med styrman vid sommarspelen 1924 i Paris.